# Kurubarahalli, Mulbagal
Kurubarahalli là một làng thuộc tehsil Mulbagal, huyện Kolar, bang Karnataka, Ấn Độ.